# Abbottova–Firestoneova křivka

Abbottovy–Firestoneovy křivky pro čtyři různé profily nerovností povrchu tělesa: reálný povrch, sinusoida, trojúhelníkový profil a profil složený z parabol.

Abbottova–Firestoneova křivka, zvaná též Abbottova křivka, nosná křivka, či křivka materiálového poměru profilu, je křivka charakterizující nerovnost povrchu tělesa. Křivka je pojmenována po inženýru Ernestu Jamesi Abbottovi (1900–⁠1952)  a fyziku Floydu Alburnu Firestoneovi (1898–⁠1986), kteří tento způsob popisu nerovnosti povrchu těles publikovali v roce 1933. Křivka představuje poměrné množství materiálu v řezu povrchovými nerovnostmi při pohybu roviny řezu po výšce profilu nerovnosti povrchu tělesa od špičky nejvyššího výstupku po dno nejhlubšího prohlubně. Na ose úseček (osa x) se obvykle vynáší poměrné množství materiálu a na ose pořadnic (osa y) je vynášena pozice po výšce profilu nerovnosti povrchu tělesa. V nejvyšším místě povrchu tělesa je poměrné množství materiálu 0 % a v nejhlubším místě je poměrné množství materiálu 100 %. Abbottovu–Firestoneovu křivku je také možno charakterizovat jako doplňkovou kumulativní distribuční funkci výšky profilu nerovností povrchu tělesa.
Pomocí Abbottovy–Firestoneovy křivky, případně z ní odvozených parametrů, je možno popisovat, porovnávat a odhadovat chování těles ve vzájemném kontaktu, například velikost otěru, schopnost těsnit, či schopnost zadržovat mazivo, a tím snižovat tření (např.). Samotná křivka však nepostačuje při popisu zmíněných vlastností, protože jeden tvar křivky může odpovídat povrchům s rozdílnými vlastnostmi. Například rovnoměrným roztažením profilu nerovností do šířky, tj. při zachování výšek nerovností, dostaneme profil nerovností se stejnou Abbottovou–Firestoneovou křivkou (a se stejnými parametry, jež popisují výšku nerovností povrchu, jako např. {\displaystyle R_{a}}, {\displaystyle R_{z}}, {\displaystyle P_{t}} apod. – viz např.), jako má původní profil nerovností. Schopnost pozměněného profilu těsnit tekutinu však může být odlišná, protože se změnila vodorovná vzdálenost mezi jednotlivými výstupky povrchu a zároveň i samotný povrch se může odlišně deformovat (změna vrcholových úhlů výstupků, změna rozložení dosedacích bodů protikusu apod.). Výsledkem je pak změna poměru plochy průřezu a obvodu kanálků mezi nerovnostmi dosedajících těles, přičemž tento poměr je podstatným parametrem z hlediska odporu vůči proudění tekutiny (je úměrný tzv. hydraulickému poloměru). Abbotova–Firestoneova křivka také nezohledňuje anizotropii povrchu tělesa, tj. např. nerozlišuje, zdali jsou na povrchu tělesa drážky v určitém směru (stopy po obráběcím nástroji apod.), nebo mají povrchové nerovnosti zcela náhodný character.
Původně byla Abbottova–Firestoneova křivka vyhodnocována z profilu povrchu tělesa v podobě rovinné křivky, v současnosti se Abbottova–Firestoneova křivka konstruuje i na základě trojrozměrné reprezentace povrchu tělesa .